# Cheng Nan-jung
Cheng Nan-jung (chinesisch 鄭南榕, Pinyin Zhèng Nánróng, Pe̍h-ōe-jī Tēⁿ Lâm-iông, genannt Nylon Deng; * 12. September 1947 in Taipeh, Republik China (Taiwan); † 7. April 1989 ebenda) war ein taiwanischer Verleger und Bürgerrechtler, der sich für Demokratie, Meinungsfreiheit sowie ein unabhängiges Taiwan einsetzte und im April 1989 aus Protest gegen seine drohende Verhaftung durch die Kuomintang-Diktatur selbst verbrannte.

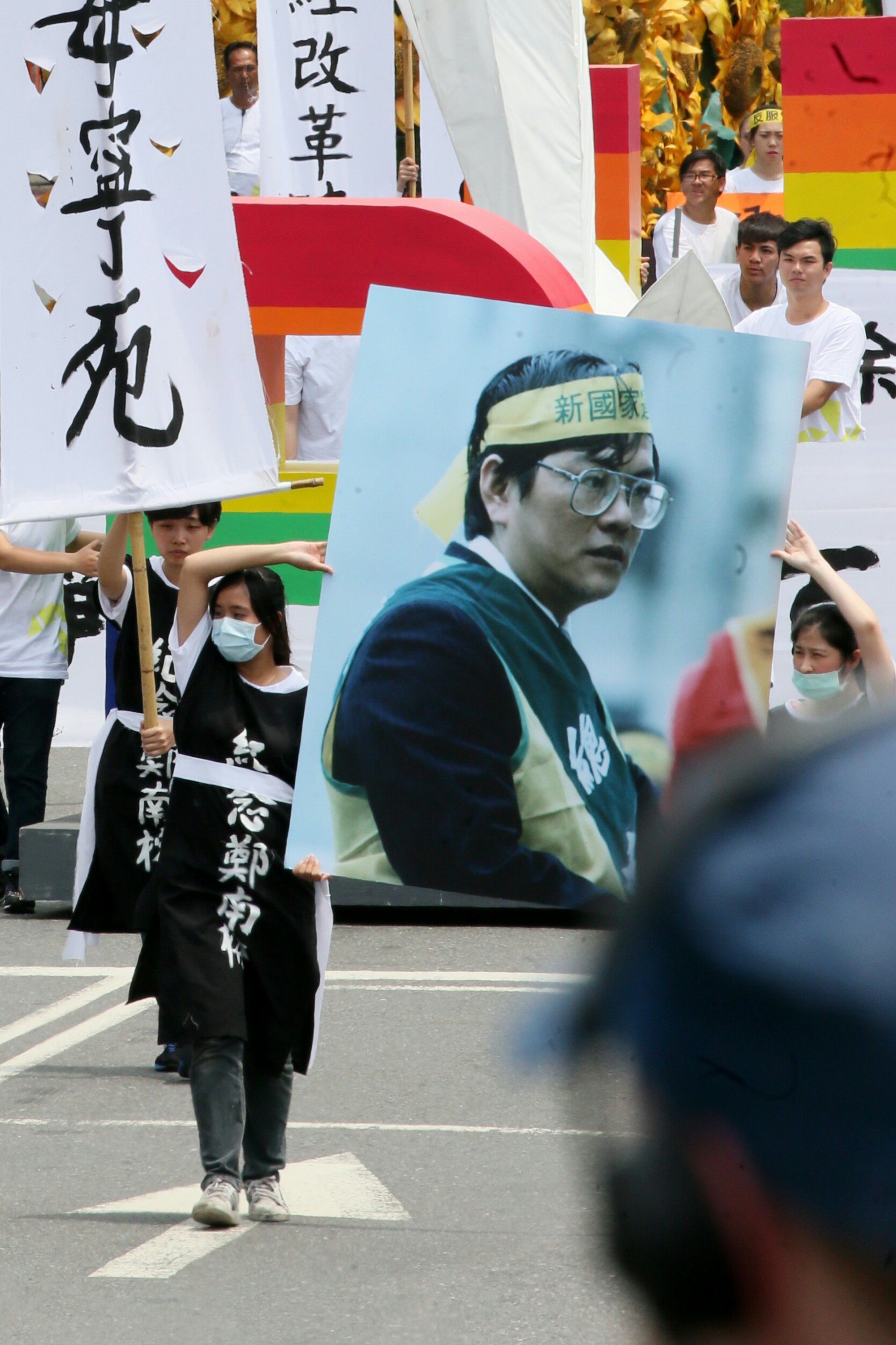
Cheng Nan-jung

## Jugend
Chengs Vater war Festlandchinese (Waishengren), seine Mutter aus Keelung auf Taiwan. Cheng war daher von klein auf sensibel für die gesellschaftlichen Spannungen zwischen den als Folge des Chinesischen Bürgerkriegs mit der Kuomintang eingewanderten Chinesen und den Bewohnern Taiwans (Benshengren, siehe auch Zwischenfall vom 28. Februar 1947). Er studierte Ingenieurwissenschaft an der Cheng-Kung-Nationaluniversität in Tainan sowie Philosophie an der Fu-Jen-Universität und der Nationaluniversität Taiwan. Da er es ablehnte, die Pflichtkurse im Fach Philosophie Sun Yat-sens (der Staatsdoktrin zur Zeit der Kuomintang-Diktatur) zu besuchen, bekam er kein Abschlusszeugnis.

## Verleger und Aktivist
Nach Ableistung seines Wehrdienstes und verschiedenen beruflichen Tätigkeiten in der Wirtschaft arbeitete Cheng ab 1981 als freier Publizist und schrieb für verschiedene Zeitschriften. Im März 1984 gründete er zusammen mit Li Ao und Chen Shuibian die Wochenzeitschrift Epoche der Freiheit (chinesisch 自由時代 Ziyou shidai), die sich als ein Sprachrohr der Dangwai-Bewegung verstand und für das Recht auf völlige Meinungsfreiheit und für die Demokratisierung Taiwans einsetzte. Das Blatt wurde mehrmals von den Behörden verboten, jedoch immer weiter gedruckt und verteilt.
1986 trat Cheng in die Demokratische Partei Taiwans ein und initiierte die „Grüne Aktion vom 19. Mai“, eine Demonstration gegen die Fortdauer des zu diesem Zeitpunkt 37 Jahre andauernden Kriegsrechts auf Taiwan. Cheng wurde verhaftet und zu einer Gefängnisstrafe verurteilt. Nach acht Monaten wurde er aus der Haft entlassen und gründete gemeinsam mit Chen Yung-hsing und Lee Sheng-hsiung die Bewegung Friedenstag 28. Februar, die zum Ziel hatte, die Aufarbeitung des Zwischenfalls vom 28. Februar 1947 anzustoßen und einen diesem gewidmeten nationalen Gedenktag einzurichten.
Cheng Nan-jung trat für die Unabhängigkeit Taiwans ein. Am 18. April 1987 sagte er in einer öffentlichen Rede in Taipeh den Satz: „Mein Name ist Cheng Nan-jung, ich unterstütze die Unabhängigkeit Taiwans“. Diese schlichte Aussage war angesichts des immer noch bestehenden Kriegsrechts eine Unerhörtheit und gleichzeitig das erste Mal, dass in einer öffentlichen Rede die Unabhängigkeit Taiwans befürwortet wurde, weshalb der Satz später eine gewisse Berühmtheit erlangte.
Der Demokratischen Fortschrittspartei, die sich zur größten Oppositionspartei entwickelte, stand Cheng nahe, trat ihr jedoch nicht bei.

## Tod
Am 10. Dezember 1988 druckte Chengs Zeitschrift den „Entwurf einer Verfassung der Republik Taiwan“, ein Manifest der Vereinigung für ein unabhängiges Taiwan, im Wesentlichen aus der Feder ihres damaligen Vorsitzenden Koh Se-kai stammend. Chengs Zeitschrift wurde daraufhin erneut verboten und Cheng im Januar 1989 wegen Verdachts auf Volksverhetzung und Landesverrat angeklagt. Cheng weigerte sich, vor Gericht zu erscheinen, begab sich ins Büro seiner Zeitschrift und erklärte, er werde sich nie wieder lebend, sondern allenfalls als Leiche von der Kuomintang festnehmen lassen. Nach einem Schwebezustand von 71 Tagen, in denen Cheng das von der Polizei beschattete Bürogebäude nicht mehr verließ, drang die Polizei schließlich am 7. April 1989 in das Haus ein, um Cheng festzunehmen, worauf sich dieser mit für diesen Fall bereitgestelltem Benzin übergoss und selbst verbrannte.

## Nachwirkung und Bewertung
Chengs Selbstmord fiel in eine Phase, in der sich Taiwan in einem Schwebezustand zwischen Diktatur und Demokratisierung befand. Die Regierung führte zwar weiterhin Repressalien gegen Oppositionelle durch, lockerte jedoch ihre Kontrolle allmählich. So kam es auch, dass Chengs Selbstverbrennung ein verhältnismäßig großes Echo in den Medien fand, ebenso wie die Selbstverbrennung seines Mitarbeiters  Chan I-hua auf einem Cheng Nan-jung gewidmeten Trauermarsch am 19. Mai 1989.
Die Ereignisse um den Tod Chengs werden allgemein als der letzte Versuch des Kuomintang-Staates, die Meinungsfreiheit zu unterdrücken, bewertet. Gesinnungsfreunde Chengs, wie etwa Koh Se-kai oder Yao Chia-wen, werten seine Selbstverbrennung gar als „Wasserscheide der politischen Entwicklung Taiwans“. Für die taiwanische Demokratiebewegung war und ist Cheng Nan-jung ein Märtyrer.
Daneben gibt es kritische Stimmen, die die Notwendigkeit seines Selbstmords in Frage stellen, da Demokratie und Meinungsfreiheit auch ohnedies gekommen wären. So deutete der ehemalige Präsident Lee Teng-hui, zum Zeitpunkt der Geschehnisse erst kurz im Amt, im April 2013 rückblickend an, er wisse nicht, ob Chengs Vorgehen wirklich angemessen gewesen sei.
Im Jahr 1999 wurde in dem Gebäude, in dem sich Cheng verbrannt hatte, die Cheng-Nan-jung-Stiftung gegründet und am selben Ort das Cheng-Nan-jung-Freiheitsmuseum eröffnet.
Im Jahr 2012 erklärte die südtaiwanische Stadt Tainan den 7. April (Todestag Cheng Nan-jungs) zum Tag der Meinungsfreiheit.